# 松生丸事件
松生丸事件，是1975年名为松生丸的渔船在黄海北部延绳捕河豚作业中被朝鲜民主主义人民共和国的警备艇开枪射击，死亡两人并逮捕的事件。

## 概要
9月2日，在黄海北部作业的日本渔船松生丸(除了船长田川和八名船员)，被朝鲜民主主义人民共和国警备艇突然枪击（死者两名，负伤者两名），虽负伤两人有逃走，但最终都被逮捕，拘走。
日本政府後來通過日本紅十字會要求釋放船員和歸還死者遺體，9月14日，除兩名負傷船員外其他船員獲釋，11月14日兩位負傷船員回國。

## 朝鲜民主主义人民共和国政府的主张
11月8日，一份北朝鲜晚报刊登了两位负伤船员在平壤记者会上的自白，承认松生丸侵犯北朝鲜领海，再三无视停船命令才受枪击的报道。

## 日本政府的主张
1975年，原日本社会党副主席山本政弘，当时作为出版总监正在访问北朝鲜，期间发生松生丸事件。在这严重事态下，他和北朝鲜谈判要求放回船员，最初被严拒直到可能谈判破裂北朝鲜才同意释族船员，然后日本政府答应向所有幸存者和死者发出20000美元慰问金。